# Voltammetria a impulsi tradizionale

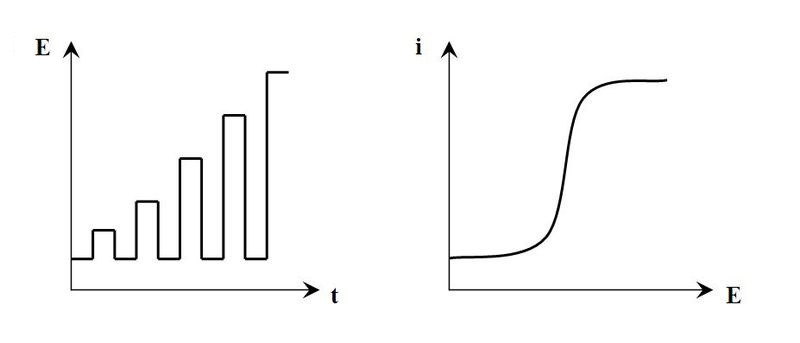
Variazione nel tempo del potenziale applicato nella voltammetria a impulsi tradizionale (a sinistra) e grafico della corrente misurata in funzione del potenziale (a destra)

La voltammetria a impulsi tradizionale è una tecnica elettrochimica utilizzata in chimica analitica. 
La tecnica è simile alla voltammetria a scansione lineare o alla voltammetria a variazione graduale, con la differenza che questa tecnica usa una serie di impulsi di potenziale di ampiezza crescente (vedi figura a sinistra), invece di un potenziale crescente linearmente o a gradini.
La corrente è misurata alla fine di ogni impulso, per dare tempo alla correnti di carica di decadere ed abbattere così la corrente capacitiva permettendo di rilevare concentrazioni fino a 5*10-7 M.
Tali esperimenti sono normalmente effettuati in soluzioni statiche sia con elettrodi a goccia di mercurio (chiamata anche polarografia ad impulsi tradizionale) che con elettrodi solidi.
Il potenziale è dato da un impulso iniziale di valore Ei di durata t, compreso tra 1 e 100 millisecondi, in cui avviene il passaggio di corrente, e un intervallo tra due impulsi tipicamente tra 0,1 e 5 secondi, in cui si ha il decadimento del segnale della corrente di carica, seguito da un impulso di valore Ei+1 maggiore del precedente. 
Il risultato della misura viene rappresentato in un grafico (voltammogramma) che ha la corrente registrata sulle ordinate e il potenziale al quale avviene l'impulso sulle ascisse (figura a destra).
Variazioni di tale tecnica sono la voltammetria ad impulsi differenziali e la voltammetria ad onda quadra.